# عماد القنيعان
عماد فهد القنيعان هو لاعب كرة قدم سعودي يلعب في نادي هجر معار من نادي التعاون.

## مسيرة اللاعب
كانت بداياته في نادي التعاون وأعير إلى نادي النجمة ونادي هجر..